# Escalade en Belgique

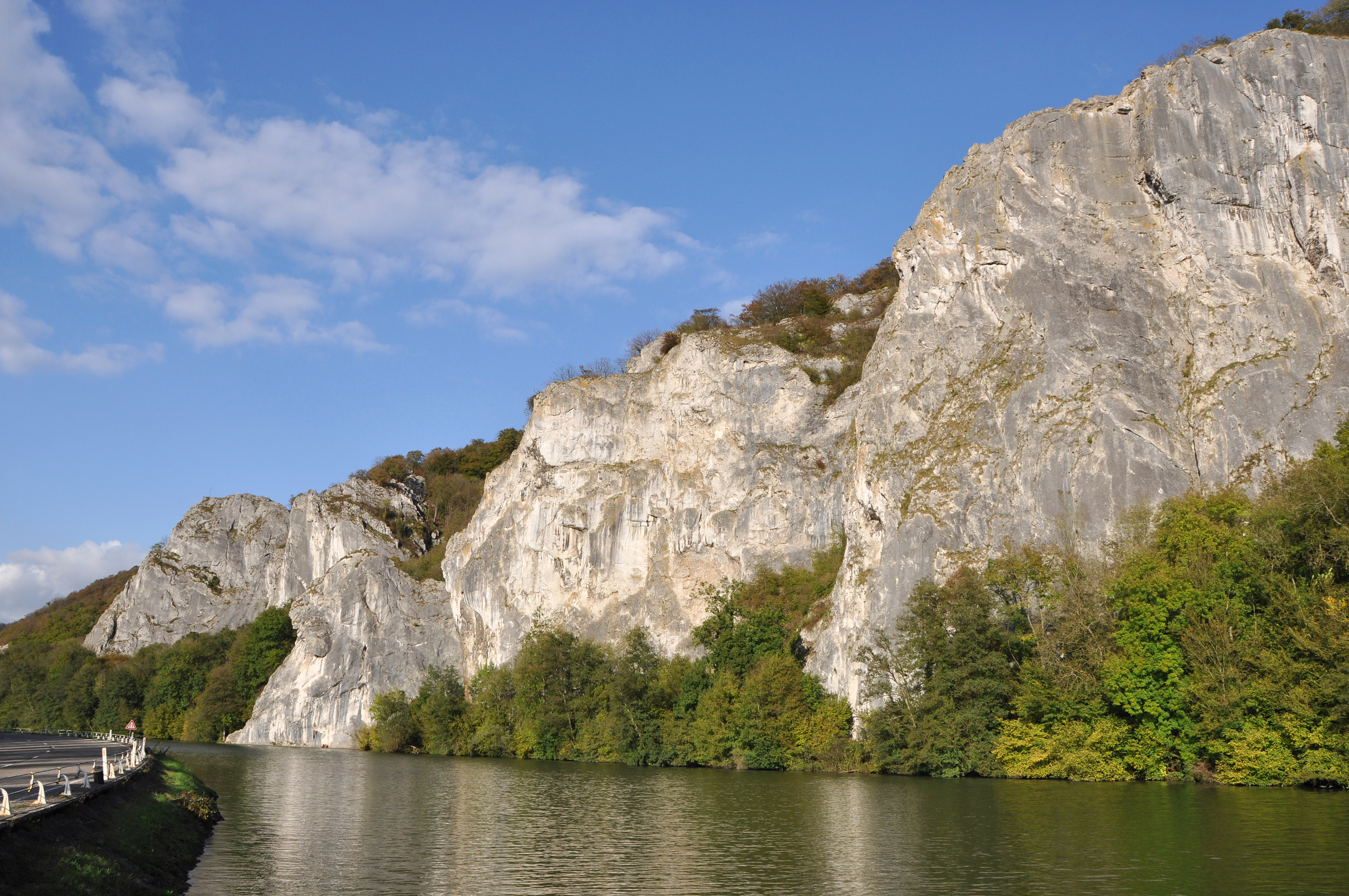
Rochers de Freÿr surplombant la Meuse.

L'Escalade en Belgique compte de nombreux adeptes regroupés sous l'égide du Club alpin belge.  L'escalade s'y pratique en salle ou en extérieur, sur l'un des nombreux massifs sédimentaires qui affleurent le long des vallées wallonnes.  Les voies d'escalades libres ou artificielles ne sont, en général, pas très longues.  Les plus hautes, à Freÿr, ne dépassent pas 120 mètres.  Les autres grands sites proposent généralement des voies de deux longueurs sur une soixantaine de mètres.  Les cotations couvrent toute la gamme.  Elles sont équipées de broches scellées,  de pitons et de pitons à expansion.  Les sites gérés par le club alpin belge sont réservés à ses membres, à leurs invités et aux membres et aux membres des clubs associés.  Certains massifs sont gérés par d'autres associations.  
De nombreux sites, situés dans des propriétés privées sont interdits pour des raisons écologiques ou de sécurité (rocher Bayard, roche Al Rue, rocher de Moniat, rochers de Champalle, Fondry des Chiens, rochers d'Onoz, etc.).

## Principaux sites
Les principaux sites sont situés le long de la Meuse et de l'Ourthe.

### Vallée de laMeuse
D'amont en aval, on trouve :
- les rochers de Freÿr;
- les rochers de Waulsort;
- les rochers à Yvoir (Paradou);
- les rochers de Néviau à Dave;
- les rochers des Grands-Malades;
- les rochers de Marche-les-Dames et de Beez.

### Vallée de laLesse

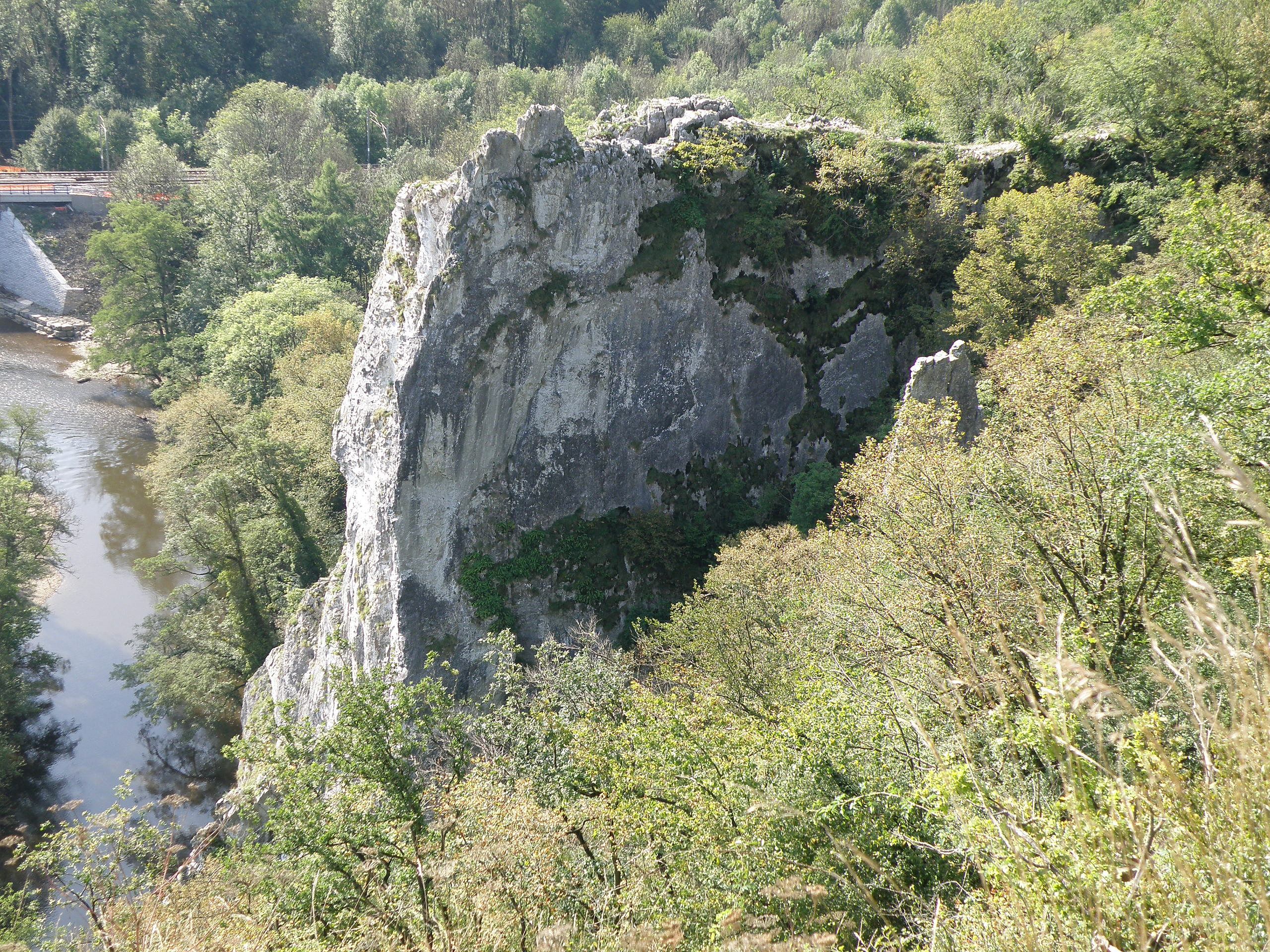
Aiguilles de Chaleux

- Aiguilles de ChaleuxLes Aiguilles de Chaleux[3]

### Vallée de laSambre
- La carrière de Landelies
- Les rochers de Bouffioulx

### Vallée de l'Eau Blanche
- Les rochers de Lompret (Chimay)

### Vallée duSamson
- Les rochers de Goyet;
- Les rochers de Mozet.

### Vallée duHoyoux
La vallée du Hoyoux présente de nombreux sites intéressants.

### Vallée de l'Ourthe

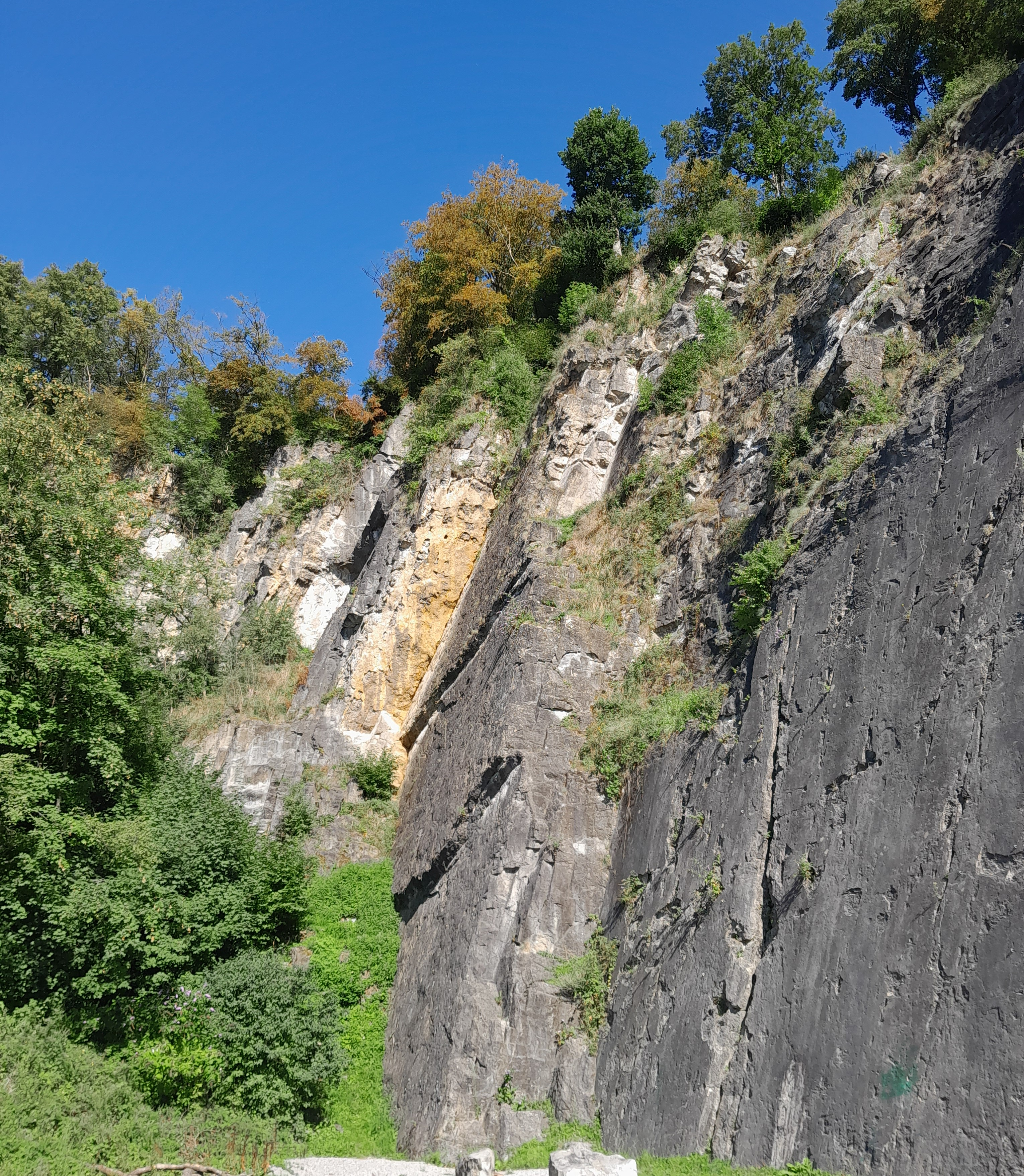
Carrière de Landelies

On trouve des sites d'escalade à Hotton, Comblain-au-Pont, Sy, Tilff

### Vallée de laVesdre
- les rochers de Pepinster

### Vallée de l'Orneau
- les rochers d'Onoz, Mazy (interdits)

## Pratiquants célèbres
- Albert 1er, mort à Marche-les-Dames en pratiquant l'escalade en solo;
- Léopold III;
- Xavier de Hemricourt de Grunne;
- Claudio BarbierClaudio Barbier;
- Jean Bourgeois;
- Nicolas Favresse;

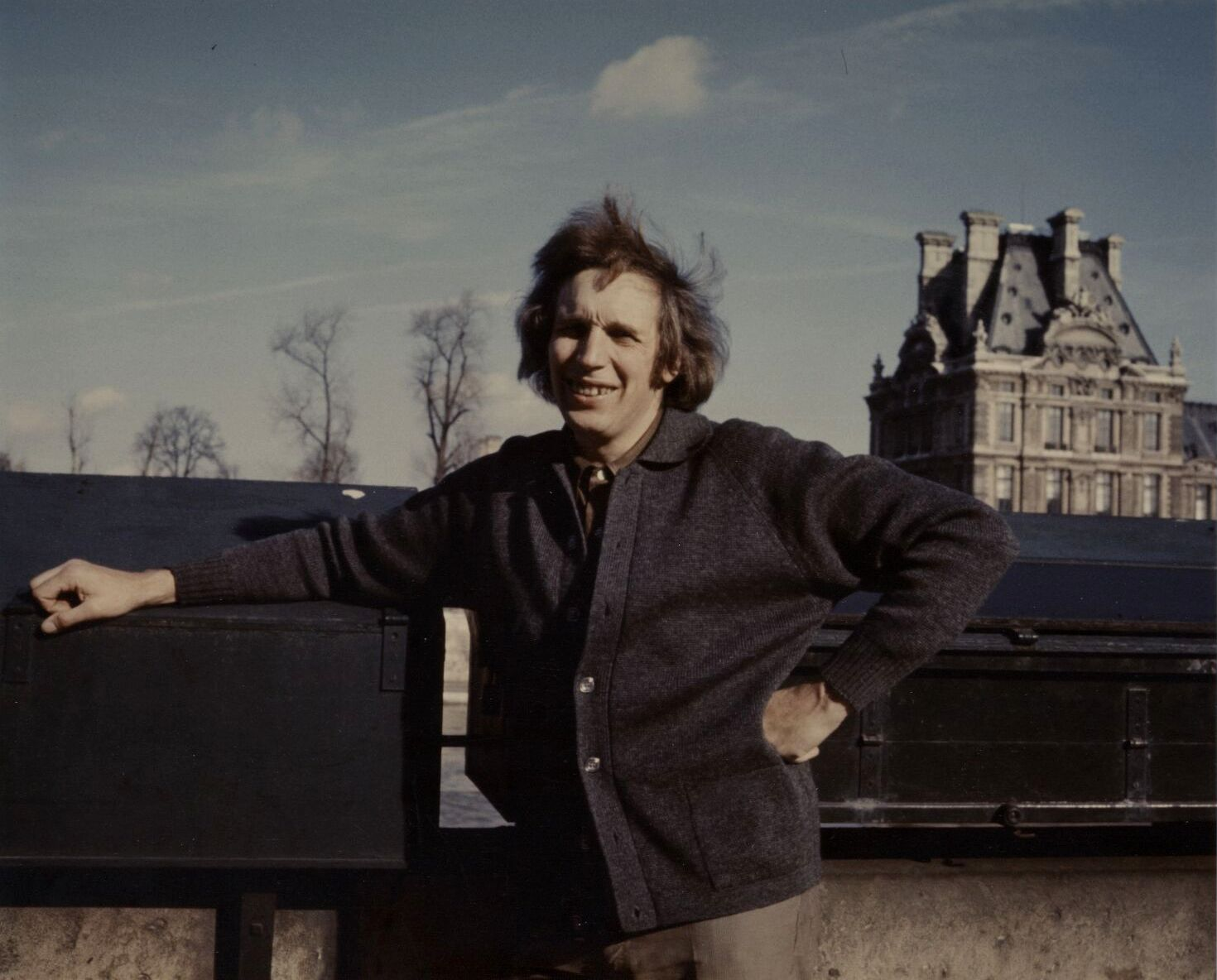
Claudio Barbier

- Chloé Graftiaux, Isabelle Dorsimond, Muriel Sarkany se sont illustrées dans des compétitions internationales;
- Sean Villanueva O’Driscoll.